# Tom Prince (fisiculturista)
Tom Prince (26 de outubro de 1969 - 5 de fevereiro de 2022) foi um fisiculturista profissional americano. Prince ganhou seu cartão profissional da IFBB ao vencer o NPC National Championships de 1997 (seu único título geral) e permaneceu competitivo por cinco anos, encerrando sua carreira em 2002. Sua maior colocação profissional foi a Noite dos Campeões de 2001, onde terminou em terceiro. Prince sofria de problemas renais, uma rara condição genética do sangue chamada glomeruloesclerose segmentar focal, forçando-o a encerrar sua carreira relativamente cedo. Tom recebeu um transplante de rim em 2012, mas falhou dois anos depois, obrigando-o a fazer diálise três vezes por semana, cada tratamento durou 4 horas. Depois de encerrar sua carreira de fisiculturista, Tom (junto com sua esposa) administrava um negócio imobiliário de sucesso. Ele morreu em 5 de fevereiro de 2022, aos 52 anos.

## Estatísticas
Altura: 5' 8" (1,72 m)
Peso da competição: 230 lbs (104 kg)
Peso fora de temporada: 300 - 317 lbs (136 – 144 kg)

## Histórico competitivo
- 1995 NPC Nationals – Heavyweight – 2º
- 1996 NPC Nationals – Heavyweight – 2º
- 1996 NPC USA Championships – Heavyweight – 2º
- 1997 NPC Nationals – Peso Pesado e Geral – 1º
- Campeonato NPC USA de 1997 – Peso Pesado – 9º
- 1999 Noite dos Campeões da IFBB – 13º
- 2000 IFBB Ironman Pro Invitational – 9º
- 2001 IFBB Grand Prix Inglaterra – 8º
- 2001 Noite dos Campeões da IFBB – 3º
- 2001 Mr Olympia – 16º
- 2002 Noite dos Campeões da IFBB – 7º
- 2002 IFBB Southwest Pro Cup – 9º